# Сельское поселение «Безречнинское»
Се́льское поселе́ние «Безречнинское» — муниципальное образование в Оловяннинском районе Забайкальского края Российской Федерации.
Административный центр — посёлок железнодорожной станции Безречная.

## История
Статус и границы сельского поселения установлены Законом Читинской области от 19 мая 2004 года «Об установлении границ, наименований вновь образованных муниципальных образований и наделении их статусом сельского, городского поселения в Читинской области»

## Население
| 2010 | 2011 | 2012 | 2013 | 2014 | 2015 | 2016 |
| ---- | ---- | ---- | ---- | ---- | ---- | ---- |
| 679  | ↘665 | ↘620 | ↘598 | ↘562 | ↘538 | ↘485 |
| 2017 | 2018 | 2019 | 2020 | 2021 |      |      |
| ↘464 | ↘450 | ↘433 | ↘429 | ↗436 |      |      |

## Состав сельского поселения
| № | Населённый пункт | Тип населённого пункта                                  | Население |
| - | ---------------- | ------------------------------------------------------- | --------- |
| 1 | Безречная        | посёлок железнодорожной станции, административный центр | ↗436      |